# Матчи сборной Петрограда по футболу (1922)
Сезон 1922 года стал 21-м в истории сборной Петрограда по футболу.
В нём сборная провела 2 официальных матча (оба — товарищеские междугородние) и 2 неофициальных (в том числе один международный).

## Классификация матчей
По установившейся в отечественной футбольной истории традиции официальными принимаются
- Все соревновательные матчи[К 4] официальных турниров — чемпионатов СССР, Российской империи и РСФСР — во времена, когда они проводились среди сборных городов (регионов, республик), и сборная Санкт-Петербурга (Ленинграда) была субъектом этих соревнований; к числу таковых относятся также матчи футбольных турниров на Спартакиадах народов СССР 1956 и 1979 года.
- Междугородние товарищеские игры сборной сильнейшего состава без формальных ограничений[К 5] с адекватным по статусу соперником. Матчи с клубами Санкт-Петербурга и других городов, со сборными не сильнейшего состава и т. п. составляют другую категорию матчей.
- Международные матчи с соперниками топ-уровня — в составах которых выступали футболисты, входившие в национальные сборные либо выступавшие в чемпионатах (лигах) высшего соревновательного уровня своих стран — как профессионалы, так и любители[К 6]. Практиковавшиеся (в основном, в 1920—1930-х годах) международные матчи с так называемыми «рабочими» и им подобными по уровню командами, состоявшими, как правило, из неконкурентоспособных игроков-любителей невысокого уровня, заканчивавшиеся обычно их разгромными поражениями, отнесены в отдельную категорию матчей.

## Статистика сезона
| 1922      |                                   |     |
| МГ 19     | Петроград — Москва                | 4:3 |
| МГ 20     | Петроград — Харьков               | 5:3 |
| Н (1)     | Петроград — Финляндия («рабочая») | 6:1 |
| Н (2)     | Петроград — «Спорт»               | 7:2 |
| Итого     |                                   |     |
| И В Н П М |                                   |     |
| 2 0 9−6   |                                   |     |
| 2 0 13−3  |                                   |     |

## Официальные матчи

### 37. Петроград — Москва — 4:3
Междугородний товарищеский матч 19 (отчет)

| Петроград                                                                          | 4:3 | Москва                                             |
| ---------------------------------------------------------------------------------- | --- | -------------------------------------------------- |
| - Карнеев 7′ - П.Григорьев 22′ - Батырев 60' (пен.) - Н.Гостев 63′ - М.Бутусов 82′ |     | - 36′ Н.Старостин - 48′ Исаков - 57′ Вик.Прокофьев |

| Игрок                | Клуб       |                                                  | Вышел на замену | Гол  |
| -------------------- | ---------- | ------------------------------------------------ | --------------- | ---- |
| Данилевич, Владимир  | «Меркур»   | Серебряный гол · Серебряный гол · Серебряный гол | 1               | (-3) |
|                      |            |                                                  |                 |      |
| Гостев III, Георгий  | «Коломяги» |                                                  | 5               |      |
| Ежов, Пётр           | «Спорт»    |                                                  | 1               |      |
|                      |            |                                                  |                 |      |
| Москалёв, Павел      | «Меркур»   |                                                  | 2               |      |
| Батырев, Павел       | «Спорт»    |                                                  | 6               | 1    |
| Филиппов IV, Георгий | «Коломяги» |                                                  | 5               |      |
|                      |            |                                                  |                 |      |
| Григорьев, Пётр      | «Меркур»   | Гол                                              | 1               | 1    |
| Бутусов, Михаил      | «Унитас»   | Гол                                              | 4               | 1    |
| Карнеев, Борис       | «Коломяги» | Гол                                              | 5               | 3    |
| Антипов, Пётр        | «Спорт»    |                                                  | 2               |      |
| Гостев II, Николай   | «Коломяги» | Гол                                              | 7               | 4    |

| Москва         |     |
| -------------- | --- |
| Баклашов       |     |
|                |     |
| Рущинский"     |     |
| П.Попов        |     |
|                |     |
| Малахов        |     |
| Лепорский      |     |
| К.Блинков      |     |
|                |     |
| Н.Старостин    | Гол |
| Вик. Прокофьев | Гол |
| Исаков         | Гол |
| Канунников     |     |
| Жибоедов       |     |

|  |

### 38. Петроград — Харьков — 5:3
Междугородний товарищеский матч 20 (отчет)

| Петроград                                                | 5:3 | Харьков |
| -------------------------------------------------------- | --- | ------- |
| - М.Бутусов (1:2)′ - Карнеев (2:2)′ (3:2)′ (4:2)′ (5:3)′ |     |         |

| Игрок                | Клуб       |                                                  | Вышел на замену | Гол  |
| -------------------- | ---------- | ------------------------------------------------ | --------------- | ---- |
| Данилевич, Владимир  | «Меркур»   | Серебряный гол · Серебряный гол · Серебряный гол | 2               | (-6) |
|                      |            |                                                  |                 |      |
| Гостев III, Георгий  | «Коломяги» |                                                  | 6               |      |
| Ежов, Пётр           | «Спорт»    |                                                  | 2               |      |
|                      |            |                                                  |                 |      |
| Филиппов III, Пётр   | «Коломяги» |                                                  | 6               |      |
| Батырев, Павел       | «Спорт»    |                                                  | 7               | 1    |
| Филиппов IV, Георгий | «Коломяги» |                                                  | 6               |      |
|                      |            |                                                  |                 |      |
| Родионов, Дмитрий    | «Спорт»    |                                                  | 2               |      |
| Бутусов, Михаил      | «Унитас»   | Гол                                              | 5               | 2    |
| Карнеев, Борис       | «Коломяги» | Гол · Гол · Гол · Гол                            | 6               | 7    |
| Антипов, Пётр        | «Спорт»    |                                                  | 3               |      |
| Штукин, Александр    | «Спорт»    |                                                  | 1               |      |

| Харьков    |  |
| ---------- |  |
| Романенко  |  |
|            |  |
| Лазуренко  |  |
| Казаков    |  |
|            |  |
| Алфёров    |  |
| Варженинов |  |
| Капустин   |  |
|            |  |
| Бизяев     |  |
| Бем        |  |
| Шпаковский |  |
| Натаров    |  |
| Левин      |  |

## Неофициальные матчи
1. Международный матч
| 8 окт Неоф (1) | Петроград                                                                                | 6:1 | Финляндия («рабочая») | Петроград        |
| | - Карнеев (1:0)′ - Г.Иванов (2:0)′ (4:1)′ (5:1)′ - П.Григорьев (3:0)′ - Евдокимов (6:1)′ |     | - (3:1)′ Лундстрём    | Судья: Л.Матвеев |
| Петроград: Голубев - Г.Гостев, Ежов - Кузьменко, Г.Филиппов, Лагунов - П.Григорьев, Г.Иванов, Карнеев, Евдокимов, К.Егоров («рабочая»): Яппиля - Нюланд, Салин - Лехто, Вуоринен, Семёнов - Пости, Линдберг, Линдстрём, Сандберг, Пирхонен |                                                                                          |     |                       |                  |

1. Матч «Победитель — Сборная» Чемпионата Петрограда 1922 (осень)
| 28 окт Неоф (2) | Петроград                        | 7:2 | «Спорт» | Поле «Спорта», Петроград |
| | - Карнеев - Г.Иванов - М.Бутусов |     |         | Судья: Б.Миронов         |
| Петроград: Данилевич - Г.Гостев, Окунь - Дембо, Воног, Г.Филиппов - П.Григорьев, Г.Иванов, Карнеев, М.Бутусов, Д.Киселёв · «Спорт»: Голубев - Д.Штукин, Ежов - Хухтинен, Батырев , Кузьменко - Д.Родионов, К.Егоров, Фохт, Антипов, А.Богданов |                                  |     |         |                          |

## Комментарии
1. ↑  К.Есенин указывал для сборной Москвы только междугородние и международные матчи[1]
2. ↑  В реестре матчей сборной Санкт-Петербурга (Петрограда, Ленинграда), опубликованном группой ленинградских историков и статистиков под редакцией Н.Киселёва[2] учтены только междугородние матчи со сборными городов и республик
3. ↑  Г.Калянов предложил разделение матчей на официальные и товарищеские (для сборной Москвы)[3]
4. ↑  в том числе недоигранные и аннулированные, а также сыгранные с неформатными сборными и клубами — все матчи, объявленные как матчи официальных турниров
5. ↑  Матчи второй, третьей и т. д. (дублёров), а также ведомственных (например, сборной профсоюзов) сборных считаются неформатными. Тем не менее, междугородние матчи и «русской», и «английской» сборных Санкт-Петербурга и Москвы начала века, согласно установившейся традиции, учитываются историками[4][5][1] в их реестрах
6. ↑  Тем не менее, несколько международных матчей 1910-х годов с командами, формально не соответствующими строго данному критерию, но в игровом плане нередко подавляюще превосходившими сборные Санкт-Петербурга и Москвы, учтены[6][7] в их реестрах

### Периодика
- «Известия спорта» Москва 1922. НЭБ — rusneb.ru.
- «Всевобуч и Спорт» Петроград 1922. НЭБ — rusneb.ru.
- «Вестник физической культуры» Харьков 1922. Sport.pdf — vk.com.
- «TYÖVÄEN URHEILULEHTI» Хельсинки 1922. Kansalliskirjaston digitaaliset aineistot — digi.kansalliskirjasto.fi.